# Dos Palos (Kalifornia)
Dos Palos város az USA Kalifornia államában, Merced megyében. Lakosainak száma 5798 fő (2020. április 1.).

## Népesség
A település népességének változása:

| 2010 | 4 950 |
| 2020 | 5 798 |